# 莫德瑞評分量表
莫德瑞評分量表（Maddrey's discriminant function，DF）是用於評估酒精性肝炎嚴重程度及預後的傳統模式，能用於評估其嚴重程度、預後、及對類固醇治療的反應。莫氏評分量表是預測性的統計模型，用於預測患者的30天、90天死亡率。其分數計算需根據抽血檢查的實驗室數據。
修正的莫德瑞評分量表由Maddrey及Boitnott兩位學者所提出，能用於預測酒精性肝炎的預後。其分數的計算透過一個簡單的公式，所取用的參數包含：凝血酶原時間（prothrombin time，PT）及血清膽紅素（serum bilirubin）。其公式如下：
( 4.6 x (凝血酶原時間 - 凝血控制時間)) + 血清膽紅素 (mg/dL)
前瞻性研究顯示這一個公式能夠預測短期的預後，特別是30天內的死亡率。若其分數超過32顯示預後較差，且一個月死亡率為35 - 45%。類固醇、或己酮可可鹼（pentoxifylline）會被用於治療分數 > 32分且預後更差的患者，但其結果仍好壞參半。
若要使用國際單位制計算莫氏評分量表，如摩尔/公升（mmol/L），應將血清膽紅素（mg/dL）的值除以17。